# Johan Henrik Thorell
Johan Henrik Thorell, född 24 januari 1844, död 1 september 1887 i Älekulla, var en svensk amatörorgelbyggare och folkskollärare.

## Biografi
Var folkskollärare och amatörorgelbyggare i Älekulla församling

## Lista över orglar
- 1887 Älekulla kyrka
- Öxabäcks kyrka (tillsammans med B. K. och S. J. Magnusson Öxnabäck)